# Leibzoll

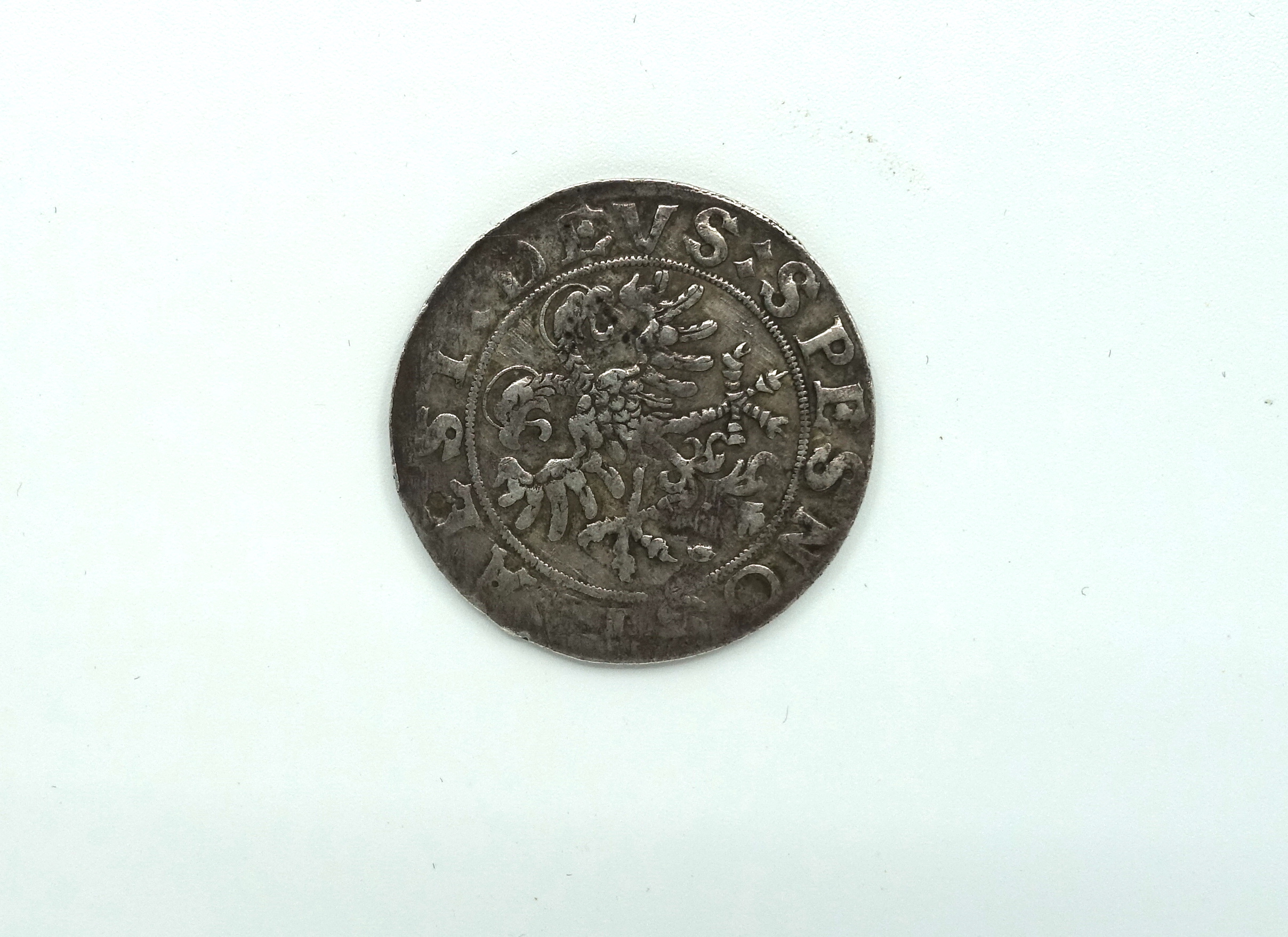
Pièce de monnaie de Schaffhouse datant de 1617. Elle correspond au Leibzoll de 24 Kreuzern que les juifs devaient payer à partir de 1676 pour pouvoir séjourner dans la ville. Dans la collection du Musée juif de Suisse.

Le Leibzoll est un péage corporel spécial que les Juifs devaient payer, lors de leurs déplacements, dans la plupart des pays européens au Moyen Âge et jusqu'au début du XIXe siècle.

## Origine du péage
L'origine du Leibzoll remonte à la situation politique des Juifs en Allemagne, où ils sont considérés propriété de la couronne et donc sous la protection du roi. À ce titre, l'empereur d'Allemagne considère avoir le droit exclusif de juridiction et de taxation des Juifs, et d'être responsable de leur protection et de celle de leurs biens, aussi bien chez eux que quand ils se déplacent. Il leur accorde sa protection soit par des gardes soit plus généralement par la délivrance d'un sauf-conduit, car les Juifs sont de grands voyageurs, et ne peuvent pas être en permanence accompagnés par des gardes impériaux lors de leurs voyages d'affaires. Le premier cas connu de délivrance d'un sauf-conduit date de Louis le Pieux, dit le « Débonnaire », roi des Francs de 814 à 840), et un spécimen de sauf-conduit se trouve dans les documents conservés dans le Liber Formularum (recueil de formulaires) de cette période. Selon ce document, le roi accorde la liberté de voyager et l'exemption de toutes les taxes à trois Juifs de Lyon,. Pour l'obtention de tels sauf-conduits, les Juifs doivent payer une certaine redevance, mais il n'est mentionné nulle part que le paiement de cette redevance soit la seule raison de l'exemption des autres taxes. Les ordonnances douanières de Raffelstetten, promulguées en 904-906 par Louis IV de Germanie, doivent être interprétées de la même façon : les Juifs, en tant que commerçants privilégiés, ne doivent pas payer plus que le droit de péage normal (justum theloneum). La loi indique expressément que ceci est conforme aux anciens usages,,, et est repris de même dans la charte accordée aux Juifs de Worms en 1090. Quand les Juifs passent sous la juridiction des gouvernements locaux, ce principe est reconnu. Frédéric II d'Autriche en 1244, dans sa loi concernant les Juifs, décrète que dans les limites de son royaume, ils ne doivent pas payer plus que le taux légal de douane, le même que doivent payer tous les autres citoyens. Dans les ordonnances de Raffelstetten et dans la loi de l'empereur Frédéric II de Hohenstaufen, seuls les droits de douane concernant le transport des marchandises et des esclaves sont mentionnés : rien ne permet de savoir s'il existe alors un péage personnel.
Comme le nombre de Juifs passant sous juridiction territoriale augmente, l'exemption de la taxe personnelle, qui leur est accordée, tant qu'ils restent propriété de la couronne, n'est plus respectée. Chaque gouvernement local se considère habilité à percevoir des impôts sur tous les Juifs étrangers qui traversent leur territoire. Mais ces taxes continuent à être des taxes douanières, jusqu'à l'hostilité croissante des villes libres et l'expulsion fréquente des Juifs de vastes territoires, qui devient la règle au XVe siècle. Les dirigeants qui ont expulsé les Juifs de leurs domaines, adoptent alors des politiques afin de les maintenir à l'extérieur de leurs frontières. Les relations internationales ne permettant pas de refuser l'entrée d'un territoire à un Juif muni d'un passeport accordé par un État étranger, les Juifs qui visitent une région où les Juifs n'ont pas le droit de s'installer, sont alors contraints de payer un péage corporel.

## Développement du Leibzoll
L'adoption de cette politique est dictée par la faiblesse du pouvoir fédéral de l'Empire germanique. En effet, les Juifs expulsés d'une région peuvent facilement s'installer aux alentours, et avec les droits de leur nouveau passeport, continuer à faire des affaires dans la région d'où ils ont été expulsés. Ainsi de nombreux Juifs expulsés de Nuremberg en 1499 s'établissent à Fürth ; ceux expulsés de Nördlingen en 1507 s'installent à Kleinerdlingen ; ceux qui ne sont pas autorisés à s'installer dans la ville de Lübeck s'établissent dans le village de Moisling, toutes ces places se trouvant à faible distance à pied de la ville où ils n'ont pas le droit de résider. Avec le passeport délivré par leur souverain respectif, ils peuvent traiter des affaires dans ces villes où ils n'ont pas l'autorisation de résider, tout du moins durant la journée. Comme les gouvernements locaux désirent renforcer leurs décrets d'exclusion des Juifs, ils adoptent de nouvelles mesures. Ainsi l'utilité financière du Leibzoll est reconnue et les gouvernements locaux de l'Empire germanique perçoivent cette taxe sur tous les Juifs qui se déplacent d'un territoire à l'autre, qu'ils soient étrangers ou leurs propres sujets. À Nuremberg, la valeur annuelle moyenne de cette taxe, lors des dix dernières années (1797-1806) pendant lesquelles cette taxe a été perçue, s'élève à 2 448 florins allemands.
Ce droit de péage a aussi pour but d'humilier les Juifs, parfois dans la rédaction même de la loi. Par exemple, une ordonnance de Philippe V d'Espagne, en 1703, fixe le taux de cette taxe pour un chariot de marchandises, une tête de bétail ou un Juif, à quatre sols lors du passage sur un des ponts du Luxembourg. Parfois, l'humiliation provient de la façon dont cette taxe est perçue. Dans certaines régions, les Juifs passant un péage doivent lancer des dés en souvenir de la Crucifixion ; ailleurs, comme à Freiberg, en Saxe, les Juifs sont obligés de payer un garde qui doit les accompagner pendant tout le temps où ils séjournent dans la ville. 

## Exemptions
Certaines exemptions de Leibzoll sont accordées. Selon la loi autrichienne de 1244, les cadavres sont exempts. Albert III donne en 1389, un sauf-conduit à trois Juifs autrichiens pour ramener des etrogs (variété de cédrat utilisée pour la fête de Souccot) de Trieste, libres de droits. Les Juifs vivant dans le territoire de l'électeur de Mayence sont exemptés de Leibzoll quand ils voyagent pour assister à un de leurs landtags ou réunions communautaires. En tant que privilège spécial, la plupart des "Juifs de cour" sont exemptés du paiement de cette taxe, comme à Harburg. Ultérieurement, cette exemption est étendue aux industriels; ainsi Hirsch David, un fabricant de velours de Berlin, est exempté de cette taxe en 1731, car son affaire l'oblige à de nombreux déplacements. Quand Meyerbeer se rend à Vienne, le Judenamt (administration chargée des Juifs) reçoit des ordres de le traiter « non comme un Juif mais comme un cavalier ». Les Juifs autochtones sont souvent exonérés de payer cette taxe lors de leurs déplacements, mais doivent s'acquitter d'une somme fixe annuelle. Ceci n'est naturellement valable que s'ils se cantonnent à ne voyager que dans leur propre pays. Ainsi les Juifs de Saxe sont exempts du Leibzoll par un arrêté du 16 avril 1773. Les Juifs de Berlin négocient avec l'électeur en 1700 en payant 1 000 ducats annuellement; cette somme exempte de Leibzoll tous ceux qui sont en possession d'une Schutzbrief (lettre de protection) qui remplace le vieux sauf-conduit Judengeleit. Les Juifs en possession d'une telle lettre sont appelés vergleitete Juden ou "Juifs escortés".

## Abolition difficile du Leibzoll

### Autriche et Pologne
Même après l'abolition officielle du Leibzoll, comme en 1782 en Autriche par l'empereur Joseph II, les Juifs entrant dans Vienne où séjournant dans la ville pendant un certain temps, sont obligés de payer une taxe spéciale qui ne diffère du Leibzoll que par son nom. De même à Nuremberg, où le Leibzoll est théoriquement aboli en 1800, celui-ci continue à être prélevé pratiquement jusqu'en 1806 sous le nom de "Passier- und Eintrittsgeld" (Taxe de passage et d'entrée). À Varsovie, où le gouvernement français a émancipé les Juifs, le gouvernement russe réintroduit le Leibzoll sous le nom de "Tagzettel", exigeant de chaque Juif entrant dans la ville la somme de cinq groschen or pour le premier jour et de trois groschen par jour aussi longtemps qu'il reste dans la ville.

### France
En France, le Leibzoll existe aussi dans les anciennes terres d'Empire que sont la Lorraine et l'Alsace. C'est le Juif alsacien Cerf Beer qui, après une lutte de plusieurs années, en obtient l'abolition par un édit de Louis XVI publié en janvier 1784 portant exception des droits de péage corporel sur  les Juifs. Les villes de Strasbourg et de Bergheim s'y opposent, ce qui nécessite l'intervention du Conseil d'État,.

### Suisse
Sur le territoire de la Suisse actuelle, les Juifs étaient soumis à la pratique humiliante du péage corporel, en particulier entre le 17e et le 18e siècle. En outre, les Juifs payaient des taxes plus élevées pour leurs marchandises, souvent même le double de la somme habituelle.    
La ville de Zurich était particulièrement stricte, comme le montre un règlement de 1675, qui autorisait uniquement les "chevaux juifs" à traverser le territoire zurichois, tandis que les Juifs ne devaient pas mettre pied à terre. Pour que leurs chevaux puissent traverser le territoire zurichois, les Juifs devaient payer le double du tarif habituel du péage.  Le péage juif à Schaffhouse était évalué à 24 Kreuzer en 1676. Pour cette somme, les Juifs étaient autorisés à rester deux jours dans la ville et à pratiquer le commerce, à condition que tous les échanges se fassent en espèces.  
Les autorités profitaient souvent du Leibzoll. À Bâle, l'argent était collecté par l'Oberstknecht. Au XVIIIe siècle, la communauté juive de Bâle comptait plus de 700 familles et, en 1723, la somme forfaitaire du Leibzoll s'élevait à environ 500 livres.   
En 1797, sous l'impulsion de Napoléon, la Consulta Helvétique abolit le péage juif. Dans la pratique, il en résulte que tous les impôts personnels et les péages corporels sont supprimés pour les Juifs français. À Schaffhouse, il faut encore deux ans pour que ces péages soient supprimés et le conseil municipal décide de maintenir le Leibzoll pour les Juifs non français. En 1804, dans le même ordre d'idées, le petit conseil de Fribourg décide de prélever des frais de pont plus élevés pour tous les Juifs qui ne sont pas citoyens français.   
Ces exemples montrent clairement que, bien que le Leibzoll ait été officiellement aboli en 1797, les tarifs et péages supplémentaires ont persisté dans les régions hostiles aux Juifs. Les règles et politiques suisses restrictives aux Juifs sont restées en vigueur jusqu'au XIXe siècle.   

### Pays allemands
En décembre 1787, Frédéric-Guillaume II de Prusse abolit le Leibzoll à Berlin, et en juillet 1788, il l'abolit dans d'autres régions. L'abolition de cette taxe est due en grande partie aux efforts répétés de David Friedländer. En 1791 la taxe est abolie aussi par l'archevêque de Salzbourg sur ses territoires. 
Indépendamment de l'esprit de liberté que montre ces abolitions, la majorité des états allemands continue à se cramponner à cette taxe. Lors des conquêtes françaises cependant, certains de ces états sont obligés d'abolir le Leibzoll. Au début de juillet 1798, le général français Cacatte informe les membres du gouvernement de   Nassau-Usingen que selon les ordres du commandant de division Freitag, les taxes spéciales sur les Juifs doivent être abolies, car elles sont abjectes pour la justice et pour l'humanité. À la suite de cet ordre, les Juifs de la rive gauche du Rhin sont dispensés du paiement du Leibzoll. Lors de la signature du traité de Lunéville le 21 juillet 1801, la taxe est réimposée.

### Wolf Breidenbach
Au début du XIXe siècle, les Juifs d'Allemagne trouvent un champion courageux en la personne de Wolf Breidenbach, qui va travailler de façon persistante à l'abolition de cet impôt. Conscient que des ressources importantes seront nécessaires pour la poursuite de cette campagne, et n'étant pas capable personnellement d'y subvenir, il invoque en 1803 l'aide des Juifs allemands et étrangers et leur demande de souscrite à un fonds créé dans ce but. Il débute des négociations avec les petits princes allemands à la   Diète de Ratisbonne, et, aidé par Dahlberg, le chancelier impérial, réussit à obtenir le libre passage pour les Juifs au travers des provinces de Rhénanie et en Bavière. C'est en grande partie dû à ses efforts que le Leibzoll est aboli en septembre 1806 dans la province de Hesse, en Hohenlohe-Langenbourg, à Neuwied, en Wied-Runkel, à Braunfels, en Solms-Rödelheim et aussi au duché de Nassau. L'émancipation des Juifs de ce péage provoque de nombreux antagonismes; parmi les personnes les plus virulentes qui s'y sont opposés: Paalzow, Grattenauer, et Buchholz. Dans les villes du nord de la Hanse, les garnisons françaises contraignent les bourgeois à libérer les Juifs du paiement du Leibzoll, et malgré une forte opposition, obtiennent cette levée pour les Juifs de Hambourg, de Lübeck et de Brême.  
Le Leibzoll est aboli le 23 avril 1823 au Brunswick-Lunebourg grâce aux efforts d'Israel Jacobson, agent de cour du duc de Brunswick. Bien que la taxe ait été presque universellement abolie, sa perception continue pour les Juifs se rendant à Vienne sous le règne de François Ier d'Autriche. La Saxe est le dernier des états allemands à l'abolir.

### Russie
Jusqu'en 1862, les Juifs polonais visitant la Russie sont traités comme des étrangers, et comme tels, ne sont pas admis à l'intérieur de l'empire. D'autre part, les Juifs russes ont de grandes difficultés pour entrer en Pologne, et ceux qui s'y rendent pour affaire sont obligés de payer un Geleitzoll. En 1826, les représentants de la communauté juive de Kovno (actuellement Kaunas en Lituanie) implorent le gouvernement d'abolir cette taxe, qui se monte alors à quinze florins polonais. Par décision du tsar Nicolas Ier, cette demande est transmise au grand-duc Constantin Pavlovitch, vice-roi de Pologne, qui décide alors que l'abolition de cette taxe est inopportune, mais qui propose d'en diminuer le montant et de la pondérer en fonction de l'âge, du sexe et de l'activité du voyageur. Il estime même souhaitable d'introduire une taxe similaire en Russie et suggère que chaque Juif polonais entrant en Russie, et chaque Juif russe se rendant en Pologne soit muni d'un permis mentionnant son lieu de résidence, son activité, etc. La police locale sera chargée du contrôle de ces permis. À la suite de ce rapport, l'empereur Nicolas enjoint à son ministre des finances de se mettre en relation avec les autorités concernées et de rédiger un projet pour la généralisation de cette taxe. Après de longues discussions avec les autorités polonaises, le ministre en conclut que la mesure proposée est inadaptable, non seulement en raison de la diminution de revenus qui en résulterait, mais aussi des complications possibles et des abus lors de sa mise en vigueur. Le 24 mai 1862, le Geleitzoll est ainsi aboli par un oukase.